# Les Navigateurs de l'impossible
Les Navigateurs de l'impossible est une anthologie de nouvelles de science-fiction publié en 2001 et regroupant les textes distingués par le prix Rosny aîné entre 1980 et 2000.

## Liste des nouvelles
- La créode de  Joëlle Wintrebert (1980)
- Chronique de la vallée de Jacques Boireau  (ex-æquo en 1981)
- La nuit des albiens de Christine Renard (1982)
- Faire-part  de Roland C. Wagner (1983)
- Le clavier incendié de  Lionel Évrard (1984)
- Pleine peau de Jean-Pierre Hubert (1985)
- Le chemin de la rencontre de Sylvie Lainé (1986)
- Mémoire morte de Gérard Klein (1987)
- Roulette mousse de Jean-Pierre Hubert (1988)
- Bumpie(TM) de Francis Valéry (1989)
- Les voyageurs sans mémoire de Francis Valéry (1990)
- Extra-muros de Raymond Milési (1991)
- L'autre côté de l'eau de Jean-Claude Dunyach (1992)
- Accident d'amour de Wildy Petoud (1993)
- L'heure du monstre de Raymond Milési (1994)
- Dans l'abîme de Serge Lehman (1995)
- Voyage organisé de  Serge Delsemme (1996)
- H.P.L. (1890-1991) de Roland C. Wagner (1997)
- Déchiffrer la trame de Jean-Claude Dunyach (1998)
- L'amour au temps du silicium de Jean-Jacques Nguyen (1999)
- Dedans, dehors de Sylvie Denis (2000)